# André Dussollier
André Dussollier (Annecy, 17 de febrero de 1946) es un actor francés.
Entre 1993 y 2002, recibió tres Premios César, dos para el mejor actor secundario y después por el mejor actor protagonista. En 2015, después de cuatro nominaciones recibió el premio Molière al Mejor Actor.

## Biografía
Dussollier pasó su infancia entre Cruseilles (una ciudad ubicada entre Annecy y Ginebra) y Étrigny, un pequeño pueblo en Borgoña, donde siguió a sus padres, luego recaudadores de impuestos: François (1915-2010) y Marie-Louise (? -2001). Sintió muy rápidamente el sabor de la comedia; de hecho, a los 10 años, subió al escenario por primera vez en una actuación escolar.
Llegó a los 23 años a París , donde siguió las clases de teatro de Jean Périmony, para preparar su ingreso al  Conservatorio. Fue admitido y se va con un primer premio. Las puertas de la Comédie-Française le fueron  abiertas de par en par. 